# Banwa
Banwa är en provins i Burkina Faso. Den ligger i regionen Boucle du Mouhoun, i den västra delen av landet, 290 km väster om huvudstaden Ouagadougou. Antalet invånare är 227 843. Arean är 5 882 kvadratkilometer. Huvudort är Solenzo.